# 莱皮耶
莱皮耶（法語：Les Pilles，法語發音：[le pij]）是法国德龙省的一个市镇，位于该省南部，属于尼永斯区。该市镇总面积5.84平方公里，2009年时的人口为254人。

## 人口
莱皮耶人口变化图示